# Noch Velesova
Albums de Arkona
Ot Serdtsa K Nebu (От сердца к небу)
(2007) Goi, Rode, Goi! (Гой, Роде, Гой!)
(2009)
Noch Velesova  (Ночь Велесова - Night of Veles) est le second album live du groupe russe de folk metal Arkona. Il est sorti en Russie le 11 février 2009 chez Sound Age Production, et en mai-juin 2009 chez Napalm Records dans le reste du monde.

## Liste des titres
| Noch Velesova (Ночь Велесова) | Noch Velesova (Ночь Велесова) | Noch Velesova (Ночь Велесова) | Noch Velesova (Ночь Велесова) | Noch Velesova (Ночь Велесова) | Noch Velesova (Ночь Велесова) | Noch Velesova (Ночь Велесова) | Noch Velesova (Ночь Велесова) | Noch Velesova (Ночь Велесова) | Noch Velesova (Ночь Велесова) |
| No                            | Titre                         | Traduction (anglais)          | Durée                         |                               |                               |                               |                               |                               |                               |
| ----------------------------- | ----------------------------- | ----------------------------- | ----------------------------- | ----------------------------- | ----------------------------- | ----------------------------- | ----------------------------- | ----------------------------- | ----------------------------- |
| 144:48                        |                               |                               |                               |                               |                               |                               |                               |                               |                               |

## Crédits
- Masha "Scream" - Chant, clavier et percussions
- Sergei "Lazar" - Guitare
- Ruslan "Kniaz" - contrebasse
- Vlad "Artiste" - Batteries